# یواس‌اس کانفلیکت (ای‌ام-۴۲۶)
یواس‌اس کانفلیکت (ای‌ام-۴۲۶) (به انگلیسی: USS Conflict (AM-426)) یک کشتی بود که طول آن ۱۷۲ فوت (۵۲ متر) بود. این کشتی در سال ۱۹۵۲ ساخته شد.